# Jan Vermeire
Jan Vermeire (Kortrijk, 23 december 1919 – Brussel, 30 juli 1998) was een Vlaamse seksuoloog. Hij is de oprichter van de Poverello-gemeenschap, die nu dertien onthaalhuizen heeft in België voor mensen in nood. 'Poverello' betekent 'kleine arme man' in het Italiaans en is de bijnaam van Sint-Franciscus.

## Levensloop
Zijn ouders waren diepgelovig rooms-katholiek. Op de lagere school ging hij naar de Broeders, waar hij graag was. In zijn jeugd ging hij vaak naar de scouts. Daar leerde hij werken met verschillende personen, arm en rijk. Later op het College in Kortrijk was het streng en tuchtvol. Hij moest 's morgens aanwezig zijn om 6.30 om 's avonds om 7 uur terug naar huis te gaan, ook 's zondags. In 1934 verhuisde de familie Vermeire naar Sint-Niklaas. Daar kreeg hij nog twee jaar les aan het Sint-Jozef-Klein-Seminarie.
Na de middelbare school besloot hij om filosofie te gaan studeren bij de Witte Paters. Bij het begin van het tweede jaar is hij van gedacht veranderd en besloot om geneeskunde te gaan studeren in Leuven. Zijn laatste universiteitsjaren vielen samen met de Tweede Wereldoorlog. In 1944 deed hij dienst als dokter bij het bezettingsleger in Duitsland.
Na tien jaar algemene geneeskunde besloot hij om zich te specialiseren in seksuologie. Hij vestigde zich in Brussel als eerste seksuoloog van België. De onwetendheid betreffende het seksuele leven was zeer groot. Aan werk ontbrak het hem en zijn echtgenote dan ook niet. Hij werkte twintig jaar lang van 8 uur tot 23 uur, om daarna nog de agenda op te stellen voor de volgende dag samen met zijn echtgenote. Regelmatig werd hij aangesteld door het gerecht in verband met seksuele delicten. Zo kwam hij regelmatig in contact met gevangenen en met patiënten van psychiatrische klinieken. Hij heeft ook honderden voordrachten gegeven in verband met de seksuele problematiek.

### Poverello
In 1976 ging Jan Vermeire wonen in de Marollen in Brussel, een wijk bekend vanwege de armoede. In 1978 ontstond daar de eerste Poverello. In het begin werd er soep, koffie en belegde boterhammen aangeboden. Na een paar jaar kon men er terecht voor een warm middagmaal, propere kledij, een overnachting en hygiënische en medische verzorging.
Hij zei altijd: Poverello is er niet voor de armen, maar voor de rijken die de kans willen krijgen om te delen.